# Ronde van Chongming 2018
De Ronde van Chongming 2018 was de twaalfde editie van deze rittenkoers georganiseerd op het eiland Chongming, nabij Shanghai in China, die voor het derde jaar op rij deel uitmaakte van de UCI Women's World Tour 2018 en die van 26 tot 28 april werd verreden. Titelverdedigster was de Belgische sprinter Jolien D'Hoore. Omdat doorgaans elke etappe eindigt in een massasprint, waren er naast D'Hoore ook topsprinters als Giorgia Bronzini, Chloe Hosking en de Nederlandse Kirsten Wild, die tijdens deze editie haar zevende ritwinst boekte. De eindoverwinning ging naar de Duitse Charlotte Becker, die ook de tweede etappe won, een van de weinige etappes die niet uitdraaide op een massasprint; een kopgroep van vijf wist uit de greep van het peloton te blijven.

## Deelnemende ploegen
| UCI-teams                          | UCI-teams             | Nationale selectie |
| ---------------------------------- | --------------------- | ------------------ |
| Alé Cipollini                      | Mitchelton-Scott      | Hongkong           |
| BTC City Ljubljana                 | Swapit Agolico        | Maleisië           |
| China Chongming-Liv                | Dukla Praha           |                    |
| Cylance                            | Thailand Women's Team |                    |
| Doltcini-Van Eyck Sport            | Team Tibco            |                    |
| FDJ Nouvelle-Aquitaine Futuroscope | Valcar PBM            |                    |
| Hitec Products                     | Team Virtu            |                    |
| Minsk Cycling Club                 | Wiggle High5          |                    |

## Etappe-overzicht
| etappe | datum    | start     | finish    | profiel    | afstand  | winnaar          | klassementsleider |
| ------ | -------- | --------- | --------- | ---------- | -------- | ---------------- | ----------------- |
| 1e     | 26 april | Chongming | Chongming | Vlakke rit | 111,5 km | Giorgia Bronzini | Giorgia Bronzini  |
| 2e     | 27 april | Changxing | Chongming | Vlakke rit | 121,3 km | Charlotte Becker | Charlotte Becker  |
| 3e     | 28 april | Chongming | Chongming | Vlakke rit | 126,5 km | Kirsten Wild     | Charlotte Becker  |

## Etappes

### 1e etappe
26 april 2018 — Chongming Island naar Chongming Island, 111,5 km
|    | Naam                 | Team                    | Tijd     |
| -- | -------------------- | ----------------------- | -------- |
| 1  | Giorgia Bronzini     | Cylance                 | 3u38'56" |
| 2  | Kelly Druyts         | Doltcini-Van Eyck Sport | z.t.     |
| 3  | Silvia Persico       | Valcar PBM              | z.t.     |
| 4  | Sheyla Gutiérrez     | Cylance                 | z.t.     |
| 5  | Eugénie Duval        | FDJ N-A Futuroscope     | z.t.     |
| 6  | Barbara Guarischi    | Team Virtu              | z.t.     |
| 7  | Annette Edmondson    | Wiggle High5            | z.t.     |
| 8  | Hanna Tserah         | Minsk Cycling Club      | z.t.     |
| 9  | Anastasiia Iakovenko | BTC City Ljubljana      | z.t.     |
| 10 | Daniela Reis         | Doltcini-Van Eyck Sport | z.t.     |

|    | Naam              | Team                    | Tijd     |
| -- | ----------------- | ----------------------- | -------- |
| 1  | Giorgia Bronzini  | Cylance                 | 3u38'46" |
| 2  | Kelly Druyts      | Doltcini-Van Eyck Sport | + 4"     |
| 3  | Silvia Persico    | Valcar PBM              | + 6"     |
| 4  | Jutatip Maneephan | Thailand Women's Team   | + 7"     |
| 5  | Kirsten Wild      | Wiggle High5            | + 7"     |
| 6  | Jolien D'Hoore    | Mitchelton-Scott        | + 8"     |
| 7  | Claudia Koster    | Team Virtu              | + 8"     |
| 8  | Chloe Hosking     | Alé Cipollini           | + 9"     |
| 9  | Ingrid Drexel     | Team Tibco              | + 9"     |
| 10 | Sheyla Gutiérrez  | Cylance                 | + 10"    |

### 2e etappe
27 april 2018 — Changxing Island naar Chongming Island, 121,3 km
|    | Naam                 | Team                | Tijd     |
| -- | -------------------- | ------------------- | -------- |
| 1  | Charlotte Becker     | Hitec Products      | 3u03'22" |
| 2  | Shannon Malseed      | Team Tibco          | z.t.     |
| 3  | Anastasiia Iakovenko | BTC City Ljubljana  | z.t.     |
| 4  | Dalia Muccioli       | Valcar PBM          | z.t.     |
| 5  | Coralie Demay        | FDJ N-A Futuroscope | + 3"     |
| 6  | Jolien D'Hoore       | Mitchelton-Scott    | + 1'12"  |
| 7  | Giorgia Bronzini     | Cylance             | z.t.     |
| 8  | Barbara Guarischi    | Team Virtu          | z.t.     |
| 9  | Chloe Hosking        | Alé Cipollini       | z.t.     |
| 10 | Anna Trevisi         | Alé Cipollini       | z.t.     |

|    | Naam                 | Team                    | Tijd     |
| -- | -------------------- | ----------------------- | -------- |
| 1  | Charlotte Becker     | Hitec Products          | 5u42'05" |
| 2  | Shannon Malseed      | Team Tibco              | + 5"     |
| 3  | Anastasiia Iakovenko | BTC City Ljubljana      | + 8"     |
| 4  | Dalia Muccioli       | Valcar PBM              | + 13"    |
| 5  | Coralie Demay        | FDJ N-A Futuroscope     | + 16"    |
| 6  | Giorgia Bronzini     | Cylance                 | + 1'13"  |
| 7  | Kelly Druyts         | Doltcini-Van Eyck Sport | + 1'19"  |
| 8  | Jolien D'Hoore       | Mitchelton-Scott        | + 1'20"  |
| 9  | Silvia Persico       | Valcar PBM              | + 1'21"  |
| 10 | Jutatip Maneephan    | Thailand Women's Team   | + 1'22"  |

### 3e etappe
28 april 2018 — Chongming Island naar Chongming Island, 126,5 km
|    | Naam                | Team                    | Tijd     |
| -- | ------------------- | ----------------------- | -------- |
| 1  | Kirsten Wild        | Wiggle High5            | 3u03'50" |
| 2  | Jolien D'Hoore      | Mitchelton-Scott        | z.t.     |
| 3  | Kelly Druyts        | Doltcini-Van Eyck Sport | z.t.     |
| 4  | Sheyla Gutiérrez    | Cylance                 | z.t.     |
| 5  | Barbara Guarischi   | Team Virtu              | z.t.     |
| 6  | Chloe Hosking       | Alé Cipollini           | z.t.     |
| 7  | Jutatip Maneephan   | Thailand Women's Team   | z.t.     |
| 8  | Kendall Ryan        | Team Tibco              | z.t.     |
| 9  | Kelly Markus        | Doltcini-Van Eyck Sport | z.t.     |
| 10 | Katerina Kohoutková | Dukla Praha             | z.t.     |

|    | Naam                 | Team                    | Tijd     |
| -- | -------------------- | ----------------------- | -------- |
| 1  | Charlotte Becker     | Hitec Products          | 8u45'55" |
| 2  | Shannon Malseed      | Team Tibco              | + 5"     |
| 3  | Anastasiia Iakovenko | BTC City Ljubljana      | + 8"     |
| 4  | Dalia Muccioli       | Valcar PBM              | + 13"    |
| 5  | Coralie Demay        | FDJ N-A Futuroscope     | + 16"    |
| 6  | Giorgia Bronzini     | Cylance                 | + 1'04"  |
| 7  | Kirsten Wild         | Wiggle High5            | + 1'12"  |
| 8  | Jolien D'Hoore       | Mitchelton-Scott        | + 1'13"  |
| 9  | Chloe Hosking        | Alé Cipollini           | + 1'18"  |
| 10 | Kelly Druyts         | Doltcini-Van Eyck Sport | + 1'19"  |

## Klassementenverloop
De gele trui wordt uitgereikt aan de rijdster met de laagste totaaltijd.
 De groene trui wordt uitgereikt aan de rijdster met de meeste punten van de etappefinishes en tussensprints.
 De bolletjestrui wordt uitgereikt aan de rijdster met de meeste behaalde punten uit bergtop passages (meestal uitgereikt op bruggen).
 De witte jongerentrui wordt uitgereikt aan de eerste rijdster tot 23 jaar in het algemeen klassement.
 De blauwe trui voor beste Chinese wordt uitgereikt aan de eerste Chinese rijdster in het algemeen klassement.
| Etappe         | Winnaar          | Algemeen klassement | Puntenklassement | Bergklassement | Jongerenklassement  | Beste Chinese | Ploegenklassement |
| -------------- | ---------------- | ------------------- | ---------------- | -------------- | ------------------- | ------------- | ----------------- |
| 1              | Giorgia Bronzini | Giorgia Bronzini    | Giorgia Bronzini | Lucy Garner    | Silvia Persico      | Yue Bai       | Cylance           |
| 2              | Charlotte Becker | Charlotte Becker    | Giorgia Bronzini | Lucy Garner    | Anastasia Iakovenko | Yue Bai       | Team Tibco        |
| 3              | Kirsten Wild     | Charlotte Becker    | Giorgia Bronzini | Lucy Garner    | Anastasia Iakovenko | Yue Bai       | Team Tibco        |
| Eindklassement | Eindklassement   | Charlotte Becker    | Giorgia Bronzini | Lucy Garner    | Anastasia Iakovenko | Yue Bai       | Team Tibco        |